# Capitolio del Estado de Idaho
El Capitolio del Estado de Idaho (en inglés Idaho State Capitol)  es la sede del gobierno del estado de Idaho (Estados Unidos). Está situado en la ciudad Boise. Aunque Lewiston sirvió brevemente como capital desde la formación del Territorio de Idaho en 1863, la legislatura territorial la trasladó a Boise el 24 de diciembre de 1864.
La construcción de la primera parte del edificio comenzó en el verano de 1905, quince años después de que Idaho accediera a la calidad de estado. Los arquitectos fueron John E. Tourtellotte y Charles Hummel. Tourtellotte era un nativo de Connecticut cuya carrera comenzó en Massachusetts y se disparó cuando se mudó a Boise. Hummel era un inmigrante alemán que se asoció con Tourtellotte en 1901. El costo final del edificio fue de poco más de 2 millones de dólares; se completó en 1920. Los arquitectos utilizaron materiales variados y su diseño se inspiró en ejemplos clásicos. Su exterior de piedra arenisca es de la cantera estatal en la cercana Table Rock.
El edificio fue incluido en la lista del Distrito del Área del Capitolio de Boise en el Registro Nacional de Lugares Históricos el 12 de mayo de 1976.

## Construcción del edificio original

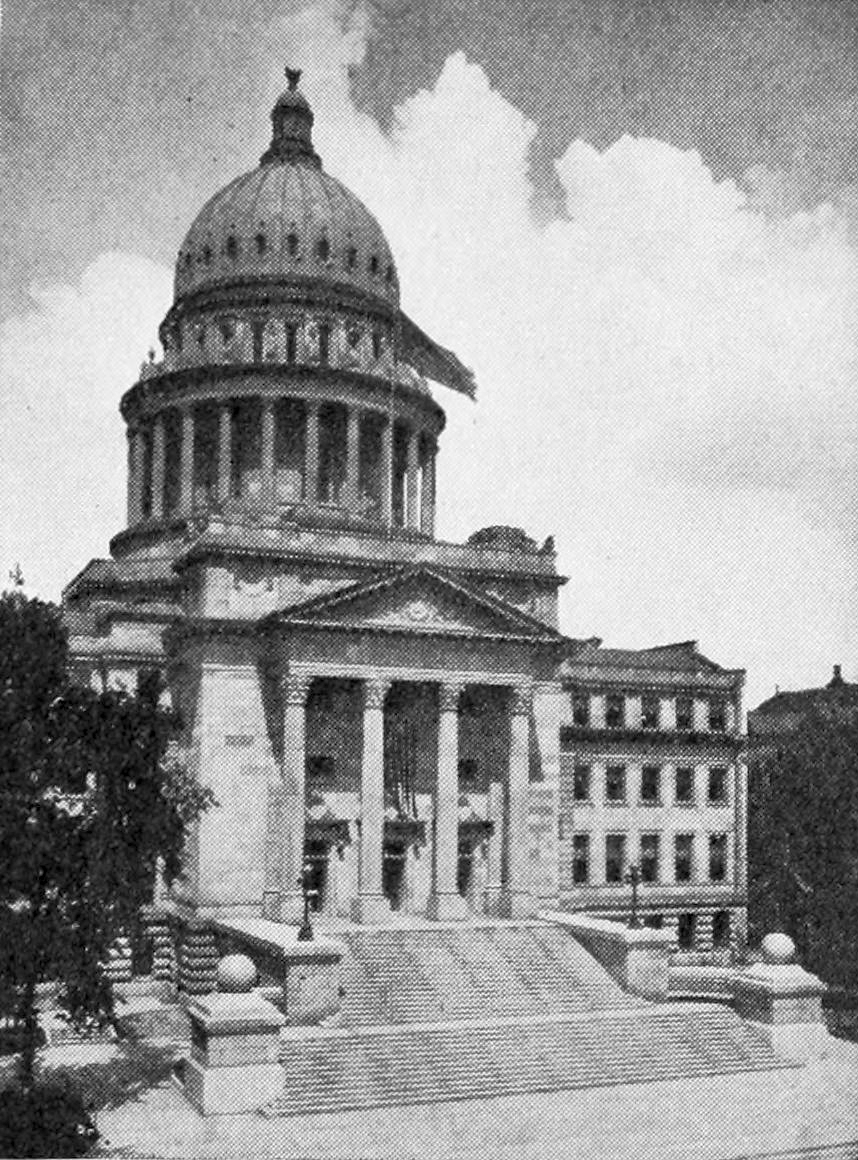
1919

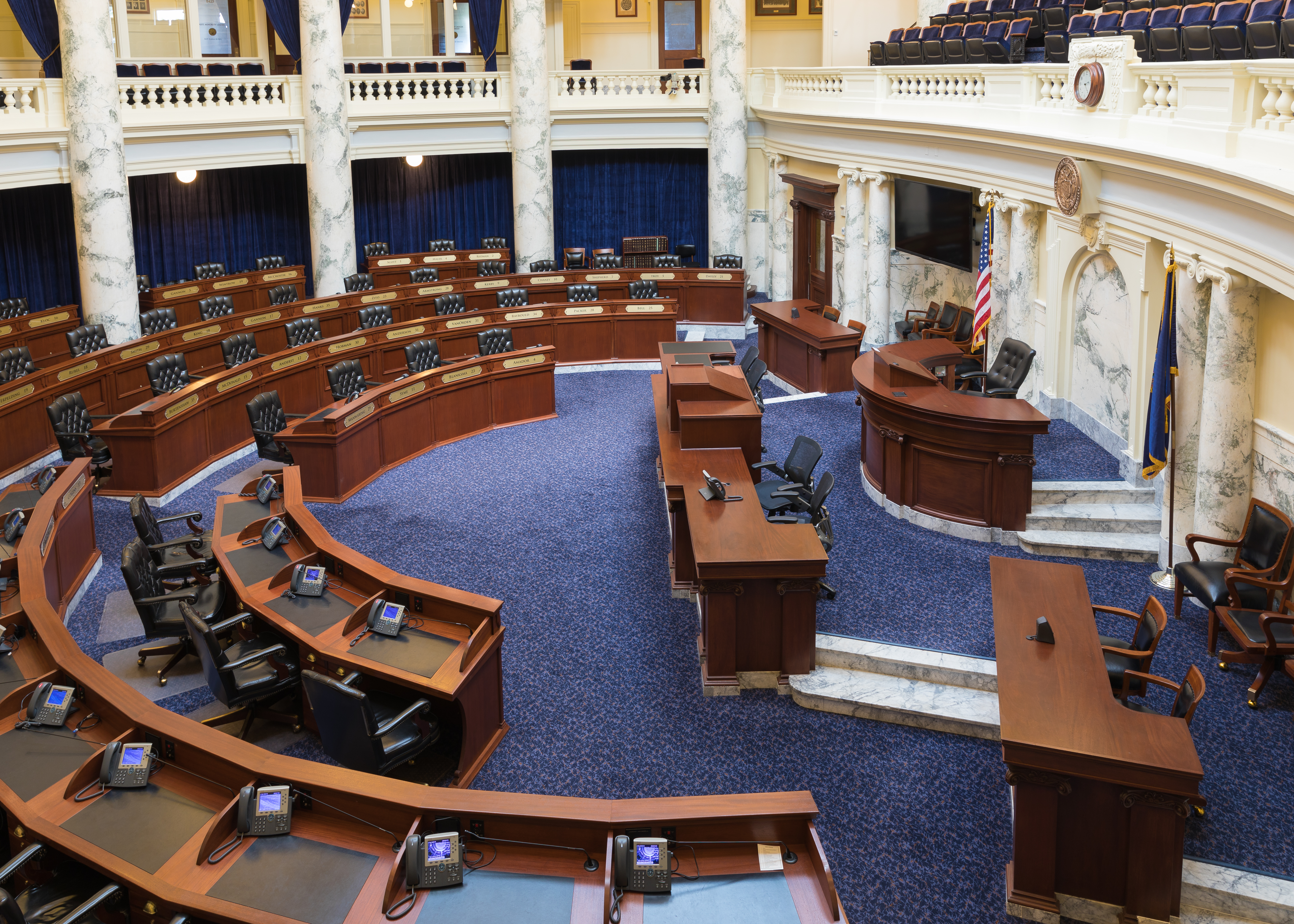
Cámara de la Cámara de Representantes en 2018

En 1886 la legislatura aprueba la construcción del primer edificio del Capitolio Territorial a un costo de 80.000 dólares. La construcción terminó un año más tarde en 1886. En 1905 se autorizó la construcción de un nuevo edificio del capitolio en Boise por 1.000.000 de dólares.
Tourtellotte y Hummel utilizaron cuatro tipos de mármol: mármol rojo de Georgia, mármol gris de Alaska, mármol verde de Vermont y mármol negro de Italia. Las inspiraciones arquitectónicas incluyeron la Basílica de San Pedro en Roma, la Catedral de San Pablo en Londres y el Capitolio de Estados Unidos en Washington D. C.
La característica más destacada del Capitolio es su cúpula. Sobre esta cúpula hay un águila de bronce, 1,7 m de altura. El edificio del capitolio mide 63,4 m altura, ocupa un área de 18.740 m² y contiene más de 4.645 m² de mármol artísticamente tallado
Hay 219 pilares en el edificio original (dórico, corintio o jónico) y cada pilar está hecho de polvo de mármol, yeso y escayola. Scagliola es una mezcla de granito, polvo de mármol, yeso y pegamento teñido para que parezca mármol. Este mármol artificial fue creado por una familia de artesanos en Italia.
En el primer piso del edificio del capitolio, cuando se mira hacia la cúpula, se pueden ver 13 estrellas grandes y 43 estrellas más pequeñas. Las 13 estrellas grandes representan las trece colonias originales y las 43 estrellas más pequeñas indican que Idaho fue el cuadragésimo tercer estado en ingresar a la unión. El suelo contiene una rosa de los vientos ; en su centro hay un reloj de sol que tiene minerales encontrados en Idaho. El primer piso también alberga una estatua llamada Patriot por Kenneth Lonn, para aquellos que trabajaron en la industria minera.
Se puede acceder al segundo piso a través de tres entradas; del este, sur y oeste. La oficina del vicegobernador está ubicada en el ala oeste, justo enfrente de la oficina del gobernador. En el lado norte de la rotonda del segundo piso hay una escultura de George Washington montado en un caballo; en la parte trasera se encuentra la suite de oficinas del fiscal general, que anteriormente albergaba la corte suprema, hasta que se inauguró su edificio actual en 1970. El ala este alberga la oficina del secretario de estado, en cuya área de recepción se encuentra la copia oficial del Gran Sello del Estado de Idaho.
El tercer piso contiene el Senado en el ala oeste y la Cámara de Representantes en el ala este. Las dos cámaras fueron remodeladas en 1968. También en este piso se encuentra la antigua sala de la Corte Suprema, que ahora se usa para audiencias y reuniones del comité del Comité Conjunto de Finanzas y Asignaciones. Entradas con balcones en el cuarto piso del Senado y galerías de la casa, que permiten al público observar la legislatura en sesión. Las esquinas noreste, noroeste y suroeste de este piso contienen muchas pinturas históricas, así como tres murales de Dana Boussard.

## Restauración

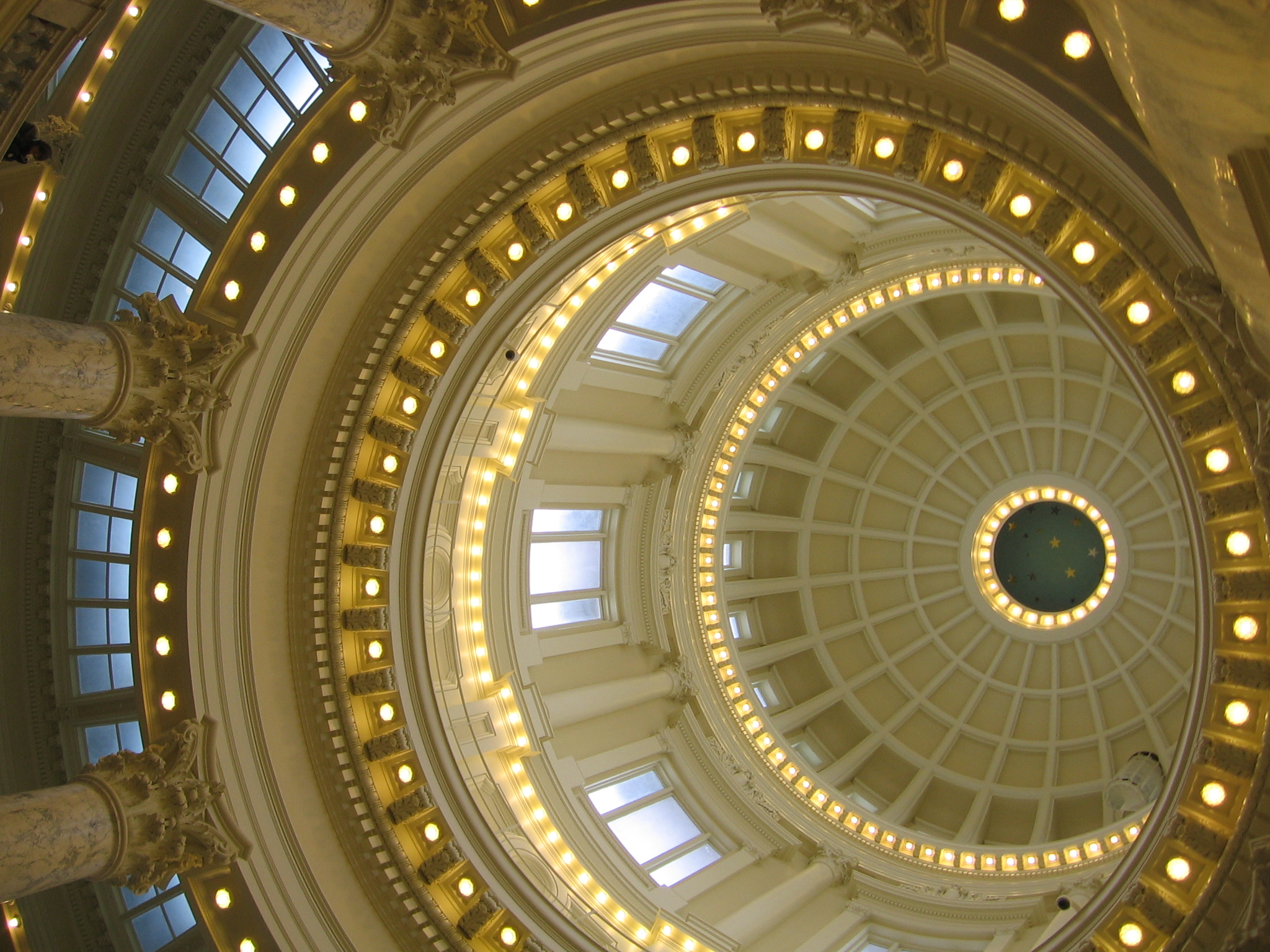
Cúpula del capitolio renovada

En 1998, los funcionarios de Idaho redactaron un plan maestro para restaurar el Capitolio. Aunque tiene muchas características impresionantes, el "Statehouse" había comenzado a desvanecerse con la edad. El trabajo de restauración interior incluiría restauración y reacabado de ventanas, reparaciones de pisos de mármol y yeso decorativo, restauración de pisos de madera, reacabado de puertas de madera y restauración de herrajes, actualización de sistemas eléctricos, de detección de humo y de incendios, mejora de la iluminación exterior, adición de energía de emergencia. generador, e instalación de un ascensor accesible para personas discapacitadas.
Inicialmente, la legislatura proporcionó solo 120.000 dólares para el proyecto. En 2000, se completó el plan maestro y su costo total estimado fue de 64 millones de dólares. En 2001, la Legislatura otorgó una asignación única de 32 millones de dólares; se emitieron bonos para cubrir la otra mitad del proyecto. En 2002-03, los equipos completaron la Fase II del proyecto, que involucró reparaciones exteriores financiadas con una asignación adicional de 1,5 millones de dólares. En 2005, un aumento en el impuesto estatal a los cigarrillos ayudó a pagar los gastos de restauración de interiores por un total de 20 millones de dólares.
En 2006, la legislatura votó para financiar dos alas de oficinas legislativas subterráneas de dos pisos a un costo de aproximadamente 130 millones de dólares. Sin embargo, en vista de la recesión económica de Estados Unidos en 2008, el gobernador Butch Otter propuso alas subterráneas de un solo piso. Después de que los legisladores acordaron esta modificación, la construcción comenzó y continuó hasta 2010, cuando se terminaron las renovaciones interiores y exteriores.

### Escayola
A los yeseros se les encomendó la restauración de la escagliola, un compuesto de selenita, pegamento y pigmentos naturales, imitando el mármol y otras piedras duras. Hacer scagliola es un proceso laborioso de 15 pasos, que debe reiniciarse si se comete un solo error. Durante su construcción, los arquitectos del capitolio del estado de Idaho utilizaron una combinación de mármol blanco y escamas a juego para crear un "Capitolio de la Luz", llamado así porque los materiales brillarían con luz natural en la rotonda.

#### Arte del Capitolio
La Winged Victory es una réplica en yeso de la estatua de mármol original de la Victoria alada de Samotracia. La estatua original fue encontrada en la isla de Samotracia, Grecia, en 1863 por un explorador francés. La estatua tiene rasgos característicos del arte helenístico. El pueblo de Francia le dio la réplica a los Estados Unidos como parte de un obsequio después de que las fuerzas estadounidenses ayudaron a liberar a Francia de la ocupación nazi al final de la Segunda Guerra Mundial. Después de su llegada en febrero de 1949, los funcionarios estatales colocaron el regalo en la capital de Boise.
La escultura Cabeza de la estatua de Louise Shadduck honra la dedicación de la autora, historiadora, funcionaria pública y activista política de Idaho Louise Shadduck, quien murió en 2008, a la edad de 92 años. En 1958, Shadduck fue elegida secretaria de Comercio y Desarrollo, la primera mujer en ocupar ese cargo. La estatua está hecha de bronce y piedra negra.
El capitolio también alberga una exhibición de 20 retratos de gobernadores estatales y territoriales de Idaho completados por el artista Herbert A. Collins en 1911.

## Atracciones
Las atracciones en el edificio restaurado y ampliado incluyen una estatua ecuestre dorada de George Washington e información sobre los árboles históricos que rodeaban el edificio del capitolio antes de que los terrenos fueran despejados para la construcción subterránea. (Los presidentes Benjamin Harrison, Theodore Roosevelt y William Taft plantaron árboles en la propiedad; Harrison plantó un Water Oak, Roosevelt plantó un Sugar Maple en 1903 y Taft plantó Ohio Buckeye en 1911). La estatua dorada fue tallada por Charles Osner en 1869 en pino blanco, el árbol del estado de Idaho. Osner trabajó a la luz de las velas y tardó cuatro años en terminar el trabajo.

## Detalles
Los túneles conectan el edificio del Capitolio con el edificio de la Corte Suprema y otros edificios gubernamentales en Capitol Mall hacia el este. Utilizados a diario por los empleados del gobierno, estos túneles no son accesibles al público y podrían servir como refugios antiaéreos para proteger al gobernador y a otros funcionarios públicos.
Una réplica a gran escala de la Campana de la Libertad (sin fisuras) ocupa un sitio en la base de las escaleras fuera de la entrada de Jefferson Street. La campana es una de las 53 encargadas en 1950 por el Departamento del Tesoro y se presenta a cada uno de los estados y es accesible para los transeúntes que pueden tocar. eso.
El capitolio mira hacia el suroeste y mira hacia el Capitol Boulevard, aproximadamente un kilómetro y medio de longitud. En su extremo opuesto está el Boise Depot, construido en 1925 en el borde del primer banco.